# Escuer
Escuer (Escuer Baxo en aragonés)  es una localidad española perteneciente al municipio de Biescas, en el Alto Gállego, provincia de Huesca, Aragón.
Se cree que el nombre podría derivar de la expresión latina ex currere, en alusión al cauce por donde discurre un curso de agua, como el barranco que atraviesa el pueblo; de hecho, en Asín de Broto existe un barranco llamado Escuer, probablemente con el mismo origen etimológico. Otra teoría propone que Escuer deriva de la raíz vasca ezkur, que significa bellota, combinada con el sufijo -er, indicando un lugar donde abundan las bellotas o robles.

## Historia
En la Edad Media constituyó un señorío, documentándose en 1184 a Sancho de Escuer recibiendo a censo de Berenguer de Narbona, abad de Montearagón, diversas propiedades sitas en Arguisal.
Se desconoce el devenir del señorío de Escuer durante el siglo XIII, que probablemente pasaría a otra familia vía matrimonial pues tenemos constancia que Guillén de Pueyo,vendió la villa el 8 de abril de 1296 a García de Castellazuelo;y posteriormente, el 25 de julio de 1330 son los hijos de dicho Castellazuelo los que ceden sus derechos sobre los lugares de Escuer, Arguisal e Isún de Basa a Ferrer de Lanuza,en cuya familia permaneció el señorío por varias generaciones, siendo su sucesor Juan de Lanuza y Garabito, Justicia de Aragón, quien aparece como señor de Escuer entre 1479 y 1498.Finalmente, los condes de Sástago, lo adquirieron por matrimonio en 1531,siendo señor de Escuer en 1597, el conde Gabriel Blasco de Alagón y Luna.
Aunque el señorío pasó a otras familias, los descendientes de los primeros señores, que habían tomado por apellido la denominación del señorío, dieron lugar al linaje infanzón de los Escuer, uno de los más antiguos y mejor documentados del Alto Aragón. 
Fue en la época en la que el señorío estuvo en manos de la familia Lanuza, cuando se edificó en el siglo XV la Torre fortificada que todavía hoy se conserva.La Torre es visible desde la carretera y conserva bien sus paramentos, aunque ha perdido dos de sus cuatro plantas.  Reparar en las aspilleras con forma de cruz, la ventana ajimezada y el dintel de la puerta.
En el fogaje de 1495 se censan 9 fuegos a nombre de Martín de Lop; Domingo de Lop, rector; Pascual de Casa Sus; Martín de Casa Sus; Domingo de Casa Sus; Domingo Pietrafita; Johan de Montesina; Johan de Lope y Sancho Montesina.
El pueblo llegó a tener 23 casas a principios del siglo XX, incluidas la escuela y el molino, organizadas en dos barrios separados por el barranco. El barrio principal, donde se concentraban la mayoría de los edificios, la fuente, la iglesia de San Bartolomé y la torre; y el llamado barrio verde, conformado por tres casas y sus edificios auxiliares.
A principios del siglo XX era conocida como Huerta de Escuer y más tarde como Casas bajas de Escuer.
Se compone de una única calle que tiene de nombre "Calle Única" que se divide en 4 minicalles
A partir del año 1929, a instancias del cura y del maestro, se empezó a trasladar el pueblo desde su antiguo emplazamiento sobre la montaña (1003 m s. n. m.) al actual junto a la carretera (880 m s. n. m.). No todos estaban de acuerdo y al intentar bajar las campanas de la iglesia salieron a relucir las estacas y tuvo que intervenir la Guardia Civil.
El 30 de enero de 1972 apareció en el Heraldo de Aragón un artículo titulado "Escuer viejo quedó vacío", certificando el abandono total del pueblo original por el nuevo núcleo establecido junto a la carretera. Sin embargo, en la actualidad subsisten en el pueblo viejo algunas casas rehabilitadas por los descendientes de los antiguos moradores del pueblo original.

## Demografía
| Gráfica de evolución demográfica de Escuer entre 1842 y 1960 |
| |
| Población de derecho según los censos de población del INE Población de hecho según los censos de población del INEEntre el censo de 1970 y el anterior, este municipio desaparece porque se integra en el municipio Biescas |

## Fiestas
En el caso de Escuer, la localidad celebra sus festejos en honor a San Bartolomé, en torno al 24 de agosto.